# Ildefonsus van Toledo

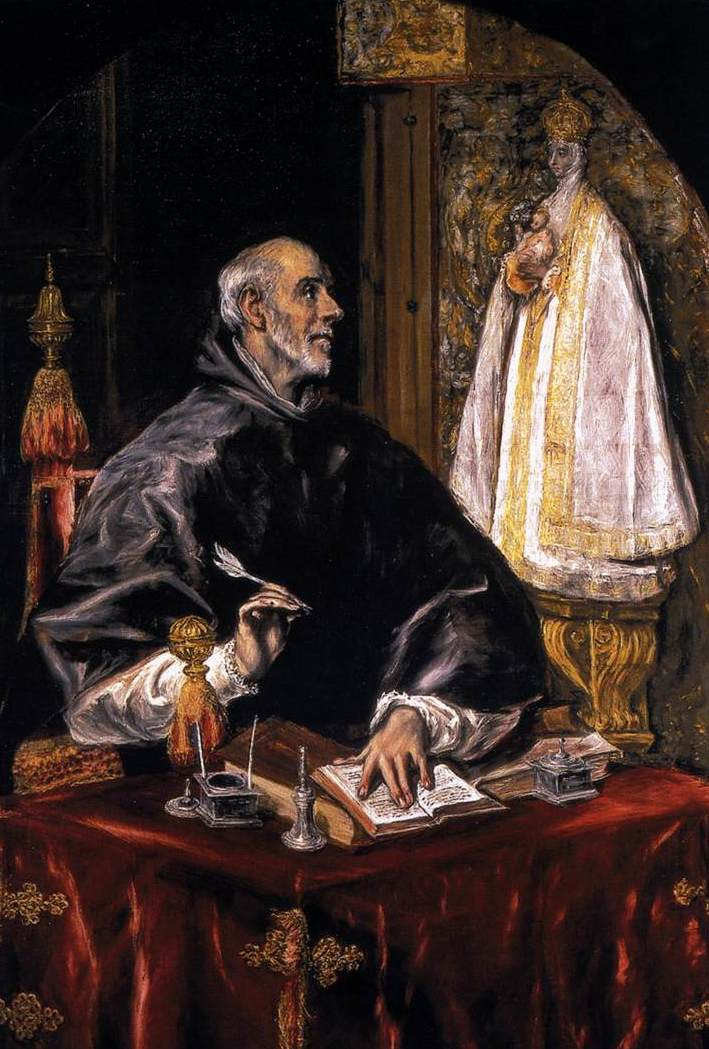
Ildefonsus van Toledo volgens El Greco (1604)

Ildefonsus van Toledo (Toledo, rond 607 - 23 januari 667) was aartsbisschop van Toledo van 657 tot aan zijn dood.

## Leven
Ildefonsus was een zoon uit een notabele familie die, ondanks het verzet van zijn vader, besloot toe te treden tot het klooster van Agli bij Toledo. Rond 630 werd hij tot diaken gewijd, daarna werd hij abt van Agli. In die hoedanigheid was hij een van de deelnemers aan het Achtste en Negende Concilie van Toledo (653 en 655).
Door Reccesvinth, koning van de Visigoten in Spanje, werd Ildefonsus gevraagd het ambt van aartsbisschop van Toledo op zich te nemen, een positie die hij ruim negen jaar zou vervullen.
Hij overleed in 667 en werd begraven in de Basiliek Sint Leocadia. Zijn sterfdag, 23 januari, geldt als feestdag. Zijn verering vindt in geheel Spanje plaats, maar met name in Toledo en Sevilla.

## Legende
Bij de aanbidding van de relieken van Sint Leocadia zou deze heilige aan Ildefonsus verschenen zijn en hem bedankt hebben voor zijn toewijding aan de Maagd Maria. Tijdens een andere gebeurtenis zou de Maagd zelf verschenen zijn, waarbij zij hem als dank een kazuifel aanbood.

## Werken
Ildefonsus schreef diverse boeken, die vooral in Spanje bekendheid genoten, verhandelingen over de Maagd Maria (De virginitate perpetua sanctae Mariae adversus tres infidele, in het Nederlands De maagdelijkheid van de heilige Maria verdedigd tegen drie ongelovigen), brieven, hymnen en preken. Over de authenticiteit van enkele aan Ildefonsus toegeschreven werken bestaat echter twijfel.

## Bijzonderheden
In zijn encycliek Ad Caeli Reginam (Aan de Koningin van de Hemel, over de heilige Maria) van 11 oktober 1954 verwees Paus Pius XII onder meer naar het werk van Ildefonsus van Toledo.
Ook paus Johannes Paulus II haalde in een boodschap aan de deelnemers van de Wereldjongerendag 1998, Ildefonsus aan; hij citeerde uit het eerder genoemde werk De virginitate perpetua sanctae Mariae.
Er zijn verschillende plaatsen naar deze heilige genoemd, niet alleen in Spanje maar ook in de Filipijnen. Vlak bij Kaap Hoorn ligt een slechts door vogels bewoonde eilandengroep, geheten de Islas Ildefonso.

## In de kunst
De verschijning van Maria en de overhandiging van het kazuifel aan Ildefonsus staat centraal in diverse kunstwerken. Zo schilderde Peter Paul Rubens in opdracht van Isabella van Spanje een triptiek, waarop het visioen het onderwerp is. Momenteel bevindt de triptiek zich in het Kunsthistorisches Museum Wien.
Ook in het timpaan boven een van de toegangsdeuren van de kathedraal van Toledo (de Puerta del Perdón, de deur van vergiffenis) wordt verwezen naar de verschijning..
Van de Spaanse schilder El Greco zijn verschillende schilderijen met als onderwerp de heilige Ildefonsus bekend.
- Bibsys: 90770209
- Biblioteca Nacional de España: XX880678
- Bibliothèque nationale de France: cb12189433h (data)
- Catàleg d'autoritats de noms i títols de Catalunya: 981058523275106706
- Gemeinsame Normdatei: 118775472
- International Standard Name Identifier: 0000 0004 5312 6424
- Library of Congress Control Number: n85010840
- Nationale Bibliotheek van Tsjechië: kup19980000038388
- Nationale bibliotheek van Australië: 61539919
- Nationale Bibliotheek van Israël: 987007310616505171
- Nederlandse Thesaurus van Auteursnamen: 070866503
- Réseau des bibliothèques de Suisse occidentale: 02-A000085099
- Istituto Centrale per il Catalogo Unico: CFIV107833
- LIBRIS: 191201
- SNAC: w6qn7hrm
- Système universitaire de documentation: 030490499
- Trove: 1842495
- Virtual International Authority File: 265672823
- WorldCat: E39PBJdwYvWvfpRqDGKpQGXrv3